# Fridhemsberg
Fridhemsberg är en småort i Ullareds socken i Falkenbergs kommun. Den ligger strax norr om Ullared. Den är ett tidigare stationssamhälle vid Falkenbergs Järnväg. Länsväg 154 löper genom orten. 

## Historia
Orten kallades tidigare Vräk. Namnet har skrivits Wräch (1270), Wreegh (1600) och Wrääk (1646). 
Vräk bestod tidigt av fyra gårdar på östra sidan av Högvadsån. År 1830 brann tre gårdar ner. Vid laga skiftet 1860 var här tre nästan lika stora gårdar.
När Falkenbergs Järnväg kom 1894 började bebyggelsen komma igång, både med bostäder och industri och det styckades av tomter. Namnet ersattes på 1800-talet av Fridhem och Fridhemsberg.
I området mellan gamla stationen och Högvadsån finns flera gravar från järn- och bronsåldern.

## Näringsliv
I Fridhemsberg finns företag som: Athis Såg & Motor AB, Snickerifabriken på Vräk, Ullareds Lantmän har webbutik här, företaget 673 sysslar med import och export av jeans och ljus, Jamo Transport, Maxfrakt, Fridhems Bygg i Ullared, AB Bolins Bageri  Stegungs bageri (Ecomuseet).